# 2007 у телебаченні
Список 2007 в телебаченні описує події у сфері телебачення, що відбулися 2007 року.

## Події

### Січень
- Початок аналогового мовлення тернопільського регіонального державного телеканалу «ТТБ» на 51 ТВК у Бучачі[1].
- Початок аналогового мовлення телеканалу «К1» на 49 ТВК у Слов'янську[2].

### Лютий
- 6 лютого — Початок мовлення нового одеського регіонального телеканалу «ОСК».
- 12 лютого — Початок аналогового мовлення телеканалу «Тоніс» на 25 ТВК у Бобринці[3].

### Березень
- 1 березня
  - Зміна графічного оформлення телеканалів «Інтер» та «Інтер+».
  - Початок аналогового мовлення регіональних телеканалів «ЧДТ» та «Новий Чернігів» на 53 ТВК в Корюківці, на 26 ТВК в Холмах, на 57 ТВК в Бахмачі, на 28 ТВК в Прилуках та на 28 ТВК в Сосниці[4][5][6][7][8].
- 10 березня — Початок мовлення нового херсонського регіонального телеканалу «TV Віта».
- 12 березня — Початок мовлення нового сумського регіонального телеканалу «Академ TV».
- Початок аналогового мовлення телеканалу «СТБ» на 43 ТВК в Пирятині[9].

### Травень
- 29 травня — Початок мовлення нового музичного телеканалу «Star TV».
- 31 травня — Початок мовлення нового регіонального телеканалу «Бориспіль»[10].

### Червень
- 1 червня — Початок мовлення нового кулінарного телеканалу «Меню-ТВ».
- 2 червня — Початок мовлення нового тернопільського регіонального телеканалу «Smile-TV».
- 4 червня — Припинення мовлення та закриття телеканалу «М1 International».
- 13 червня — Початок мовлення комсомольського регіонального телеканалу «ТНТ Комсомольськ»
- 27 червня — Початок мовлення нового музичного телеканалу «M2 Естрада»[11].

### Липень
- 1 липня — Перехід телеканалу «УТР» до цілодобового формату мовлення.
- Початок аналогового мовлення тернопільського регіонального державного телеканалу «ТТБ» на 49 ТВК у Чорткові[12].

### Серпень
- 22 серпня — Початок мовлення нових спортивних телеканалів «Спорт 3» та «Спорт 4».
- 24 серпня
  - Зміна логотипів і графічного оформлення телеканалів «Інтер» та «Інтер+».
  - Початок мовлення нового музично-розважального телеканалу «MTV Україна» від «Inter Media Group».
- 28 серпня — Початок мовлення нового польського телеканалу у форматі високої чіткості «TVN HD».
- 29 серпня — Початок мовлення нового спортивного телеканалу у форматі високої чіткості «Спорт HD».

### Вересень
- 1 вересня
  - Зміна графічного оформлення музичного телеканалу «М1».
  - Зміна назви музичного телеканалу «M2 Естрада» в «M2»[джерело?].
  - Початок мовлення нового жіночого телеканалу «Maxxi TV».
  - Початок мовлення нового бізнес-телеканалу «UBC».
  - Початок мовлення нового полтавського регіонального телеканалу «ІРТ».
  - Початок аналогового мовлення рівненського регіонального державного телеканалу «РТБ» на 30 ТВК в Дубровиці[13].
  - Припинення аналогового мовлення телеканалу «Інтер» на 38 ТВК в Дубровиці[13].
  - Початок мовлення нового музичного телеканалу «Smash!TV»[14].
- 7 вересня — Початок супутникового мовлення регіонального державного телеканалу «Дніпропетровський Державний»[15].
- 8 вересня — Початок аналогового мовлення регіонального телеканалу «САТ» на 49 ТВК у Слов'янську[2].
- 10 вересня — Зміна логотипу і графічного оформлення телеканалу «СіТі»[16].
- 13 вересня — Зміна логотипу і графічного оформлення телеканалу «1+1».
- Початок аналогового мовлення закарпатського регіонального державного телеканалу «Тиса-1» на 56 ТВК у Воловці[17].

### Жовтень
- 12 жовтня — Зміна графічного оформлення телеканалу «Enter-фільм».
- 15 жовтня — Відключення етерного аналогового мовлення у Швеції через перехід на цифрове телебачення[18].
- 16 жовтня — Початок мовлення нового одеського регіонального телеканалу «Реноме плюс».
- Початок аналогового мовлення «5 каналу» на 62 ТВК в Артемівську[19].
- Початок аналогового мовлення телеканалу «К1» на 25 ТВК в Артемівську[19].
- Початок аналогового мовлення «Нового каналу» на 42 ТВК у Вільногірську[20].
- Початок аналогового мовлення «5 каналу» на 25 ТВК в Дубні[21].
- Початок аналогового мовлення сумської ОДТРК на 10 ТВК в Конотопі[22].
- Початок аналогового мовлення телеканалу «M1» на 8 ТВК в Ніжині[23].

### Листопад
- 1 листопада
  - Початок мовлення нового музичного телеканалу «Music Box UA».
  - Початок аналогового мовлення телеканалу «Кіно» на 44 ТВК в Джанкої та на 29 ТВК в Красноперекопську[24][25].
  - Початок аналогового мовлення «5 каналу» на 53 ТВК у Славутичі[26].
  - Початок аналогового мовлення телеканалу «СТБ» на 8 ТВК в Торецьку[27].
- 2 листопада — Початок аналогового мовлення ТРК «Україна» на 40 ТВК в Побузькому[28].
- 5 листопада — Початок аналогового мовлення телеканалу «Кіно» на 43 ТВК в Лубнах[29].
- 7 листопада — Початок мовлення нового запорізького телеканалу «ТВ-Голд».
- 8 листопада — Початок аналогового мовлення «Нового каналу» на 38 ТВК в Чорноморському[30].
- 10 листопада
  - Початок аналогового мовлення телеканалу «М1» на 26 ТВК в П'ятихатках[31].
  - Початок аналогового мовлення телеканалу «НТН» на 41 ТВК у Шумську[32].
- 13 листопада
  - Початок аналогового мовлення одеського регіонального телеканалу «Град» на 30 ТВК в Ізмаїлі[33].
  - Початок аналогового мовлення телеканалу «M2» на 26 ТВК у Білій Церкві[34].
- 14 листопада — Початок аналогового мовлення телеканалу «К1» замість телеканалу «Інтер» на 29 ТВК в Ніжині[23].
- 21 листопада — Початок аналогового мовлення телеканалу «ICTV» замість телеканалу «Інтер» на 26 ТВК в Орлах[35].
- 23 листопада — Початок аналогового мовлення телеканалу «Кіно» на 40 ТВК в Керчі[36].
- 26 листопада — Початок мовлення нового рівненського регіонального телеканалу «Сфера ТВ».
- Початок аналогового мовлення державної регіональної КДТРК на 36 ТВК в Миронівці[37].
- Початок аналогового мовлення регіонального державного телеканалу «Скіфія» на 24 ТВК в Генічеську[38].
- Припинення аналогового мовлення регіонального телеканалу «КСТ» на 3 ТВК в Конотопі[22].
- Початок аналогового мовлення телеканалу «Кіно» на 3 ТВК в Конотопі[22].
- Початок аналогового мовлення «Нового каналу» на 1 ТВК в Старобільську[39].

### Грудень
- 3 грудня — Початок аналогового мовлення телеканалу «Інтер» на 34 ТВК в Стерегущому[40].
- 10 грудня
  - Початок аналогового мовлення регіонального державного телеканалу «Лтава» на 21 ТВК в Красногорівці[41].
  - Початок аналогового мовлення телеканалу «СТБ» на 2 ТВК в Синельникові[42].
- 19 грудня — Зміна логотипу парламентського телеканалу «Рада».
- Початок аналогового мовлення телеканалу «К1» на 1 ТВК у Вінниці[43].
- Початок аналогового мовлення телеканалу «M1» на 46 ТВК у Першотравенську[44].

## Без точних дат
- Літо — Початок аналогового мовлення «5 каналу» на 36 ТВК в Первомайському[45].
- Осінь — Початок аналогового мовлення телеканалу «Тоніс» замість телеканалу «Інтер» на 24 ТВК в Коростені[46].
- Припинення мовлення та закриття спортивного телеканалу «First Sport Ukraine».
- Зміна логотипу та графічного оформлення музичного телеканалу «RU Music».
- Початок мовлення нового одеського регіонального телеканалу «GTV».
- Початок мовлення нового одеського регіонального телеканалу для нерухомості телеканалу «ТВ-Дом».
- Початок мовлення нового новоград-волинського регіонального телеканалу «Студія Калина».
- Початок мовлення нового регіонального телеканалу «Сміла TV».
- Початок мовлення нового одеського регіонального телеканалу «100% News».
- Початок мовлення нового одеського регіонального телеканалу «STV».
- Початок супутникове мовлення маріупольського регіонального телеканалу «МТВ».
- Початок власного мовлення регіональної телестудії «Миргород».
- Початок мовлення нового розважального телеканалу «PRO BCE».
- Зміна графічного оформлення телеканалу «Тоніс».
- Припинення супутникове мовлення маріупольського регіонального телеканалу «МТВ».
- Зміна графічного оформлення телеканалу «НТН».
- Початок аналогового мовлення «5 каналу» на 62 ТВК у Бердичеві[47].
- Початок аналогового мовлення регіонального державного телеканалу «Миколаїв» на 23 ТВК у Березнегуватому[48].
- Початок аналогового мовлення телеканалу «Кіно» на 59 ТВК в Буках[49].
- Початок аналогового мовлення регіонального державного телеканалу «Чернівецька ОДТРК» на 25 ТВК у Вижниці[50].
- Початок аналогового мовлення телеканалу «ТЕТ» на 38 ТВК в Дубровиці[13].
- Початок мовлення нового розважального телеканалу «Кіко»[51].
- Початок аналогового мовлення телеканалу «Тоніс» на 44 ТВК в Каневі[52].
- Початок аналогового мовлення телеканалу «СТБ» на 57 ТВК в Коломиї[53].
- Початок аналогового мовлення телеканалу «К1» на 12 ТВК в Лубнах[29].
- Зміна графічного оформлення телеканалу «ICTV».
- Початок аналогового мовлення телеканалу «Кіно» на 38 ТВК в Новому Бузі[54].
- Початок аналогового мовлення регіональної державної ТРК «Житомир» на 36 ТВК в Овручі[55].
- Початок аналогового мовлення телеканалу «НТН» на 43 ТВК в Сосниці[8].
- Початок аналогового мовлення телеканалу «К1» на 54 ТВК в Умані[56].
- Початок аналогового мовлення телеканалу «Інтер» на 48 ТВК в Язловці[57].